# Georges Ravinet
Georges Ravinet, né le 6 mars 1924, est un des fondateurs du judo en Belgique. En 1949 il devient le 1er champion de Belgique et le 1er janvier 1950 il devient la première ceinture noire de Belgique. Il a été trois fois médaillé de bronze aux championnats d'Europe.